# Jean Mutsinzi
Jean Mutsinzi (5 de abril de 1938) es un jurista ruandés en la Corte Africana de Derechos Humanos y de los Pueblos, en Arusha, Tanzania. Él fue elegido para un término de seis años de oficina el 22 de enero de 2006 en la Octava Sesión Ordinaria del Consejo Ejecutivo de la Unión Africana, sostenido en Jartum, Sudán.
Él fue nombrado en septiembre de 2008, como el presidente del Tribunal africano para un primer término de dos años.

## Biografía
Posición en el momento de la elección: Juez de la Corte Suprema de Ruanda desde 2003.
Otros cargos desempeñados:
- Miembro del Consejo de la Asociación de Juristas Ruandés
- Profesor titular de Derecho Internacional Público y Privado de la Universidad Independiente de Kigali, en Ruanda (2001-2003)
- Secretario Ejecutivo de la Comisión Jurídica y Constitucional de la República de Ruanda (2000-2003). La Constitución de 4 de junio de 2003 de la República de Ruanda fue aprobado por ciudadanos ruandeses en el Referéndum del 26 de mayo de 2003.
- Juez del Tribunal de Justicia del COMESA (Mercado Común del África Meridional y Oriental) (2001-2003)
- Presidente del Consejo Superior de la Judicatura, en Ruanda (1995-1999)
- Presidente de la Corte Suprema de la República de Ruanda (1995-1999)
- Secretario de la Comisión Africana de Derechos Humanos y de los Pueblos (1989-1994)
- Consejero, Jefe de Asuntos Jurídicos del Organización de la Unidad Africana (1982-1995)
- Abogado, presidente de la Asociación de Abogados en Lubumbashi, Zaire (1966-1982)
- Profesor de Derecho Internacional Público y Privado, Organizaciones internacionales, Derecho Marítimo y Aeronáutico en la Universidad Nacional del Zaire, Facultad de Ciencias Sociales, Ciencias Políticas y Económicas (1966-1982)
- Director de Investigación en la Universidad Libre de Bruselas, en Bélgica (1964-1966)
- Doctorado en Derecho Internacional Público y Privado, Organizaciones internacionales, Derecho Marítimo y Aeronáutico en la Universidad Libre de Bruselas, en Bélgica (1964)

## Informe de la investigación del ataque del avión ruandés presidencial
En 11 de enero de 2010, el gobierno ruandés liberó " el Informe de la Investigación en las Causas y las Circunstancias de y la Responsabilidad del Ataque del 06/04/1994 contra el Dassault-Falcón 50 Número de matrícula 9XR-NN de avión ruandés presidencial ", que llevaba al expresidente Juvénal Habyarimana y su colega, presidente Cyprien Ntaryamira de Burundi. La muerte de expresidente Habyarimana sostiene la importancia enorme histórica ya que esto empezó un genocidio mucho tiempo planificado que reclamó las vidas de cerca de un millón de Tutsis en cien días.
Según un informe oficial publicado por el gobierno de Ruanda, extremistas hutus (Akazu) asesinaron en abril de 1994 al presidente ruandés Juvenal Habyarimana (también hutu), un acto que desató el genocidio en el que cerca de un millón de tutsis y hutus moderados fueron asesinados en tres meses.
"El asesinato del presidente Habyarimana el 6 de abril de 1994 fue obra de extremistas hutus, quienes calcularon que matando a su propio líder podían torpedear el acuerdo para un gobierno de coalición", señala el informe de una comisión investigadora encabezada por Jean Mutsinzi, antiguo juez de la Corte Suprema de Ruanda.
Ese día, Habyarimana regresaba a Ruanda de una conferencia regional en Arusha, en la vecina Tanzania, donde se había comprometido ante la ONU a formar un gobierno de coalición para poner fin al conflicto de larga data entre hutus y tutsis en su país.
El avión Dassault-Falcon 50 en el que Habyarimana volaba junto con el presidente de Burundi, Cyprien Ntaryamira, y otros altos cargos de ambos gobiernos fue atacado por dos misiles cuando estaba a punto de aterrizar en el aeropuerto de Kigali.
Uno de los proyectiles impactó en el aparato, que se incendió y cayó a tierra en los jardines del palacio presidencial en la capital ruandesa, matando a todos los que iban a bordo.
Un testigo citado en el informe dijo que soldados extremistas hutus llevaban meses hablando sobre el asesinato del presidente: "Decían que si él moría, entonces ellos podrían matar a los tutsis, llevar a cabo el genocidio".
Según el documento, "extremistas hutus, incluyendo familiares del presidente, estaban determinados a detenerle" para impedir el gobierno de coalición y evitar tener que compartir el poder con el Frente Patriótico Ruandés (FPR), dominado por los ex-refugiados tutsis y liderado por Kagame.
En Francia hay casi una decena de causas abiertas contra ruandeses acusados de participar en el genocidio, entre ellos Agathe Habyarimana, viuda de Juvenal Habyarimana.
La muerte de Habyarimana dio comienzo al genocidio en el que entre 800.000 y 1 millón de tutsis y hutus moderados -según distintas fuentes- fueron asesinados por el ejército, la milicia extremista "Interahamwe" y la población civil incitada por el Gobierno.
El FPR invadió entonces Ruanda desde Uganda, donde mantenía sus bases de retaguardia, y en julio de 1994 entró en Kigali, poniendo fin a las matanzas y estableciendo una nueva administración de transición.
La "Comisión Mutsinzi", tardó más de dos años en completar su informe, para el que se entrevistó con alrededor de 500 testigos, y contó con la ayuda de expertos en balística del Reino Unido.
La investigación fue iniciada en 2007 por el decreto del gobierno ruandés después de que a finales de 2006 el juez francés Jean-Louis Bruguière emitiera una orden internacional de detención contra nueve oficiales del ejército ruandés, a los que acusaba de complicidad en el asesinato de Habyarimana.